# Acrotrichis brevipennis
Acrotrichis brevipennis ist ein Käfer aus der Familie der Zwergkäfer (Ptiliidae). 

## Merkmale
Die Käfer erreichen eine Körperlänge von 0,6 bis 0,7 Millimetern. Ihr Körper ist schwach glänzend und dunkel behaart. Die Hinterwinkel des Halsschildes sind spitz zulaufend und nach hinten gezogen. Ersterer ist maximal geringfügig mehr glänzend als die Deckflügel und gleichmäßig sehr eng punktförmig strukturiert. Die Deckflügel sind bei beiden Geschlechtern gleich breit. Sie sind schwarz gefärbt und maximal so lang wie gemeinsam breit. Die Fühler sind gelbbraun, ihre ersten beiden Glieder sind rostrot gefärbt. Die Beine sind rötlich gelb, die Schenkel (Femora) sind häufig dunkler gefärbt. Man kann die Art von Acrotrichis sericans durch den breiteren Halsschild mit spitzer und länger zulaufenden Hinterwinkeln und die mattere Körperoberseite unterscheiden.

## Vorkommen und Lebensweise
Die Art kommt in Europa und am Kaukasus vor. Sie ist in Mitteleuropa überall selten. Die Tiere leben in Sumpfgebieten an feuchtem Moos und faulendem Pflanzenmaterial, wie etwa Schilf. 